# Alfarería en la provincia de Segovia

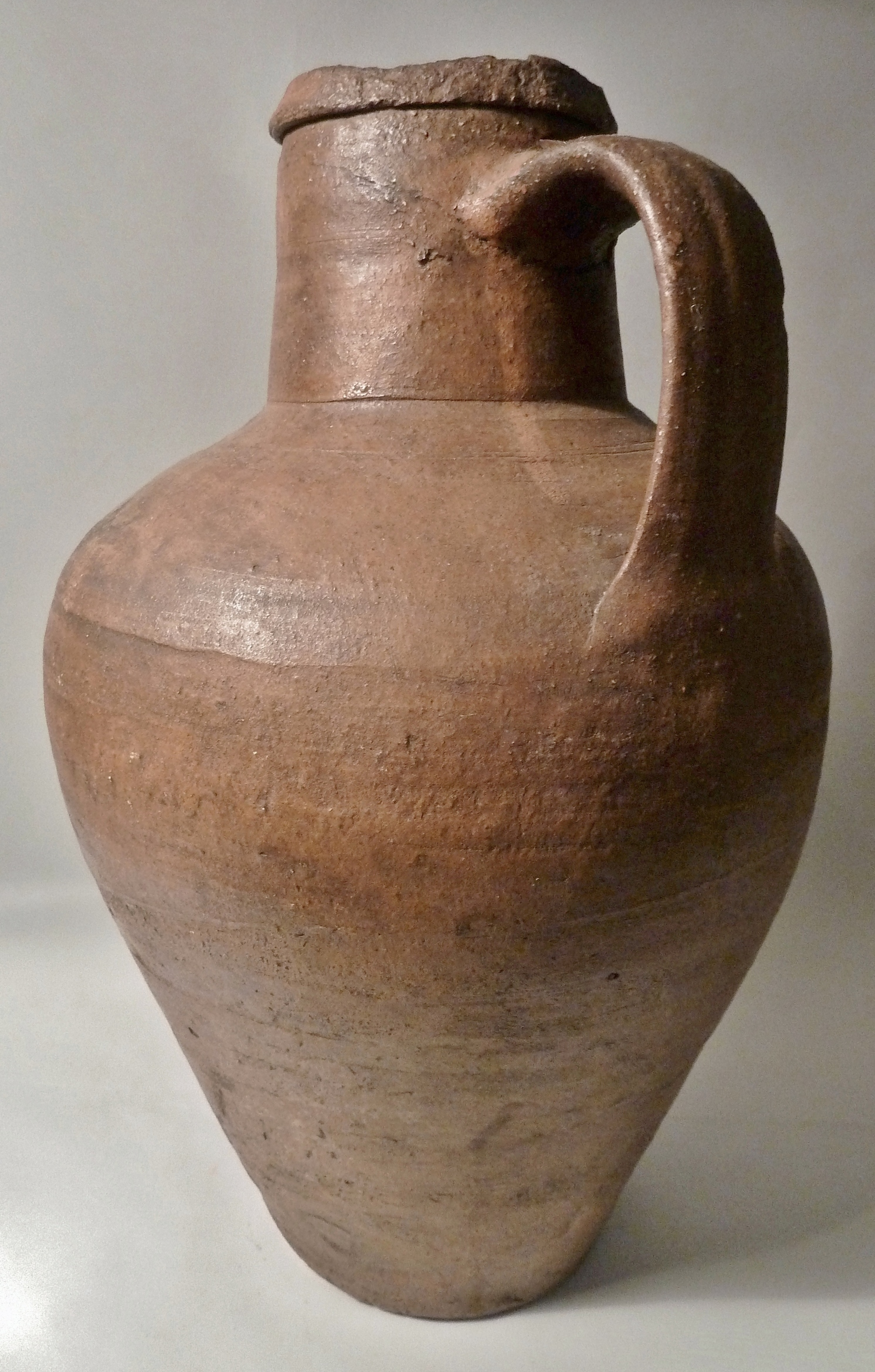
Cántaro de Coca (Segovia); altura: 39 cm.; posible obra de la familia Murciego, siguiendo modelos de los cántaros de boca ancha de Jiménez de Jamuz. Los restos de vidriado en la boca parecen hechos con resina de pino.

La alfarería en la provincia de Segovia (España), con precedentes arqueológicos datados con anterioridad a la romanización, ha conservado un «carácter homogéneo» en su producción, aunque con influencias de importantes focos limítrofes como los de Portillo y Peñafiel, en la provincia de Valladolid, o el de Aranda de Duero en la de Burgos. Ampliando y actualizando los trabajos de campo realizados en la zona entre 1960 y 1978 por etnólogos alemanes y Natacha Seseña, el Equipo Adobe recopiló en 2017 una guía etnográfica de alfares y tejares de la provincia de Segovia.

## Historia

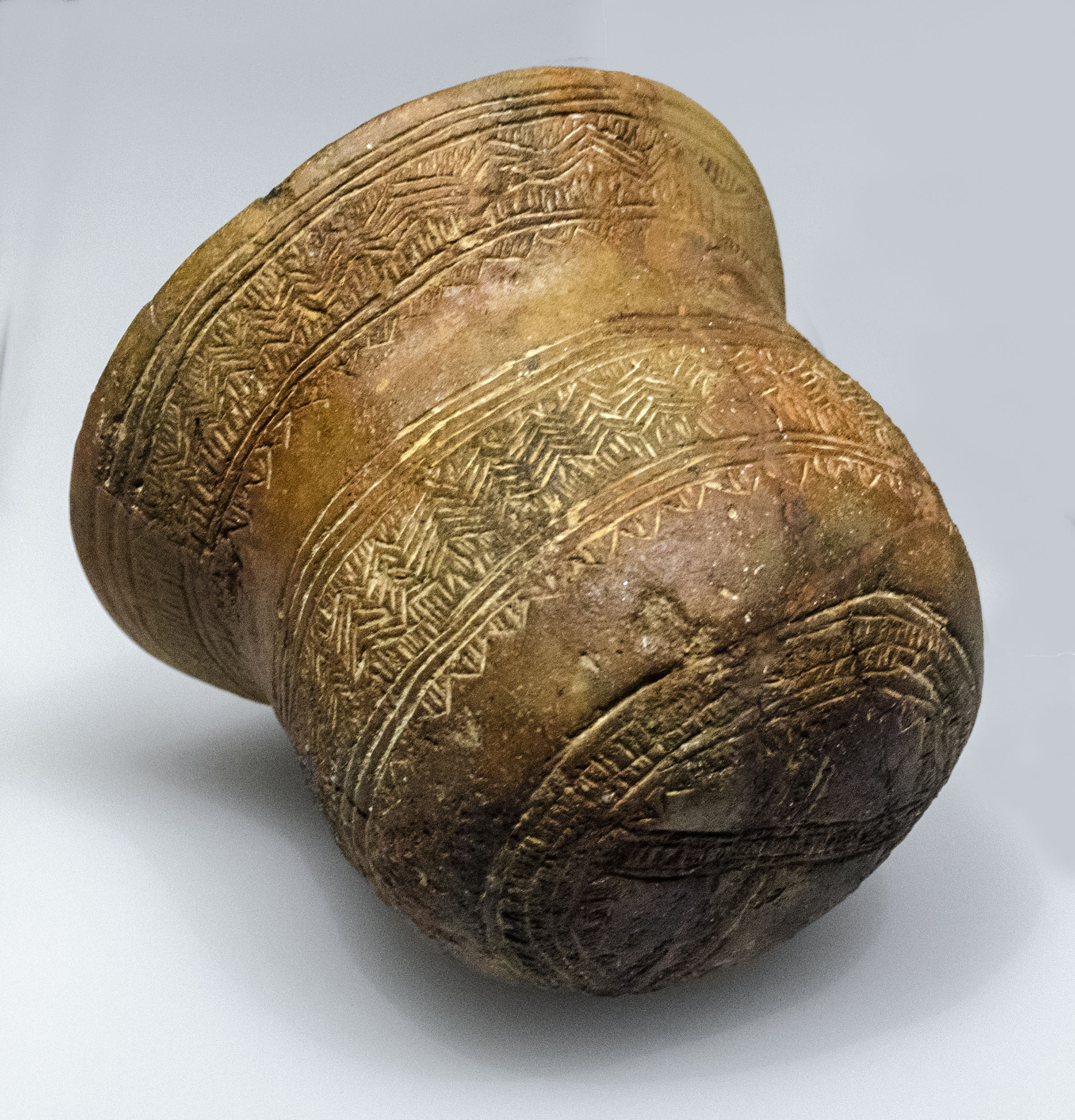
Vaso campaniforme del Bronce Antiguo encontrado en la Cueva de la Fábrica de Harinas de Santibáñez de Ayllón. Mide unos 2 cm de altura y diámetro y está hecho de arcilla cocida y datada en el periodo 2200-1900 a. C.

Además de los restos de material arqueológico de cerámica hallada en la provincia y conservados en instituciones oficiales como el Museo de Segovia, a partir del siglo xviii se documenta actividad alfarera en el Catastro de Ensenada (1752) y en las Memorias políticas y económicas de Eugenio Larruga (1792), así como en el siglo xix en el Diccionario geográfico-estadístico-histórico (1846-1850) de Pascual Madoz.
En el campo etnográfico, la provincia ha sido objeto de varios estudios monográficos, como la –ya clásica– Guía de la Artesanía de la Provincia de Segovia compuesta por Ignacio Sanz, Luis Domingo Delgado y Claudia de Santos, o el más reciente estudio del Grupo Adobe, ampliando trabajos anteriores; y con capítulos específicos en otros de carácter regional o nacional.

## Alfares más importantes
Además de los establecidos en la capital de la provincia –y en su mayoría desaparecidos–, pueden destacarse los de Coca, Fresno de Cantespino, Lastras de Cuéllar y Villaseca como focos con mayor tradición, también hay que mencionar los alfares de otras localidades segovianas como Carbonero el Mayor, Santa María la Real de Nieva, Pedraza, Ochando, Vegas de Matute o Navas de Oro. Un estudio de 2017 llega a documentar casi medio centenar de localidades con actividad alfarera en periodos habidos desde el siglo xviii.

### Coca
Se han documentado objetos de cerámica de la Edad del Bronce datados en el siglo II a. C., y cerámicas negras, decoradas con motivos incisos, fechadas desde el 500 a. C., que siguen apareciendo bajo el casco urbano. De todo ello y de los abundantes restos celtibéricos se conservan muestras en el Museo Arqueológico Municipal y en el de Segovia, con curiosos embudos de barro y toscos azafranales.
En el siglo xx destacó la actividad de los hermanos Gabriel y Luis Murciego, de una familia de alfareros procedentes de Jiménez de Jamuz (León) instalados en Coca en 1907, contratados por la Unión Resinera Española. En principio trabajaban con el «tradicional torno de pie con cabeza y eje de metal y el vuelo de madera», y con dos tipos de tierra, una de las barreras del río de Coca y otra traída desde Balisa. Algunos estudiosos relacionan su trabajo con el de la alfarería leonesa y otros con piezas del estilo de las de Arrabal de Portillo. Los Murciego también aparecen mencionados en ediciones del Bailly-Baillière-Riera del año 1931, 1950 y 1953.

### Fresno de Cantespino
Además de los restos de cerámicas de época romana hallados en la zona, la actividad de barreros y alfareros se documenta ya en el siglo xviii (el Catastro menciona cuatro alfarerías). Varios trabajos de campo del siglo xx destacan la importancia de la saga familiar de los Martín y su alfar de la calle de San Miguel (y luego en la calle Real), regido por Sebastián Martín Sanz, cuyos descendientes siguen trabajando el barro.

### Lastras de Cuéllar
Foco alfarero asociado al nombre de la familia Sanz, uno de cuyos miembros, el escritor y tradición oral Ignacio Sanz tuvo taller en la capital segoviana, con formas tradicionales ornamentales y muñecos inspirados en las tradiciones del Duratón y la Tierra de Pinares.

### Segovia capital
En Segovia –que cuenta entre una de sus antiguas vías la dedicada al Gremio de los Alfareros–, la alfarería y cacharrería tradicional o de basto se documenta ampliamente en desde época prerromana. Asimismo y más allá de la primitiva labor artesana de los alfareros de basto, puede mencionarse aquí la proyección en la capital segoviana de Daniel Zuloaga y sus hijos, y del museo, recogiendo obras de esta familia de ceramistas, y de su discípulo Fernando Arranz, exiliado en Argentina, país en el que se nacionalizó e impulsó la "Escuela Nacional de Cerámica".
También conviene recordar la existencia en la segunda mitad del siglo xix de industrias cerámicas como la fábrica de loza “La Segoviana” (hasta 1992) y la fábrica de loza de los Ledesma (ya desaparecida a finales del siglo xviii). Parte de todo ese legado podría rastrearse en la actividad recuperada en el siglo xxi como cerámica decorativa.

### Villaseca
La Villaseca segoviana, perteneciente al Ochavo de las Pedrizas y Valdenavares, en el actual ayuntamiento de Sepúlveda, tuvo importante producción de cántaros y pucheros a mediados del siglo con sus 80 casas y 278 habitantes pucheros, así como dos telares.
 También escribía Natacha Seseña en su guía de cacharrería popular que en Villaseca «practicamente todo el pueblo se dedicaba a la alfarería», industria de la que nada ha quedado.

## Recuperación
Desde finales del siglo xx pequeñas industrias familiares coordinadas por el Colectivo Ceramista de Segovia, han recuperado la tradición alfarera y cerámica en diversas localidades de la provincia, y celebrando encuentros y ferias con cierta periodicidad. Aunque se han conservado algunos elementos de la primitiva alfarería, se ha impuesto la producción para el turismo y algunas formas de cerámica vanguardista.